# 南洞產業園地站
南洞產業園地站（：／ Namdong-indeoseu-pakeu yeok */?）是水仁·盆唐線沿線的一座高架車站，位於韓國仁川廣域市南洞區古棧洞與論峴洞。水仁線的窄軌舊站開通時站名為南洞站，後因南洞產業園區的開發計畫而拆除。

## 車站結構
站體為混合式月台，其中2面4線的雙島式月台是客運用，另外3條側線則是貨運用。候車月台設有月台幕門。

### 月台配置
| ↑ 虎口浦        |
| ４３ \| ２１ \| |
| 源仁齋 ↓        |

| 月台 | 路線                   | 目的地                                 |
| ---- | ---------------------- | -------------------------------------- |
| 1    | ●首都圈電鐵水仁·盆唐線 | 不使用                                 |
| 2    | ●首都圈電鐵水仁·盆唐線 | 仁川方向                               |
| 3    | ●首都圈電鐵水仁·盆唐線 | 烏耳島、水原、竹田、往十里、清涼里方向 |
| 4    | ●首都圈電鐵水仁·盆唐線 | 不使用                                 |

## 歷史
- 1937年8月5日：南洞站（남동역）落成啟用。
- 1985年10月15日：車站拆除。
- 1988年10月25日：遷移至距離起點（水原站）41.8公里處。
- 1994年9月1日：車站關閉。
- 2012年6月30日：恢復營業。
- 2020年9月12日：首都圈電鐵水仁·盆唐線開通，車站編號由 K256 改為 K264。

## 車站周邊
- 韓國產業團地公團（朝鲜语：한국산업단지공단）
- 韓國產業人力公團（朝鲜语：한국산업인력공단）仁川地區本部
- 仁川工團消防署
- 仁川商會
- 南洞工團郵局
- 南洞近鄰公園
- 南洞近鄰公園運動場
- 仁川地方中小企業廳

## 圖片

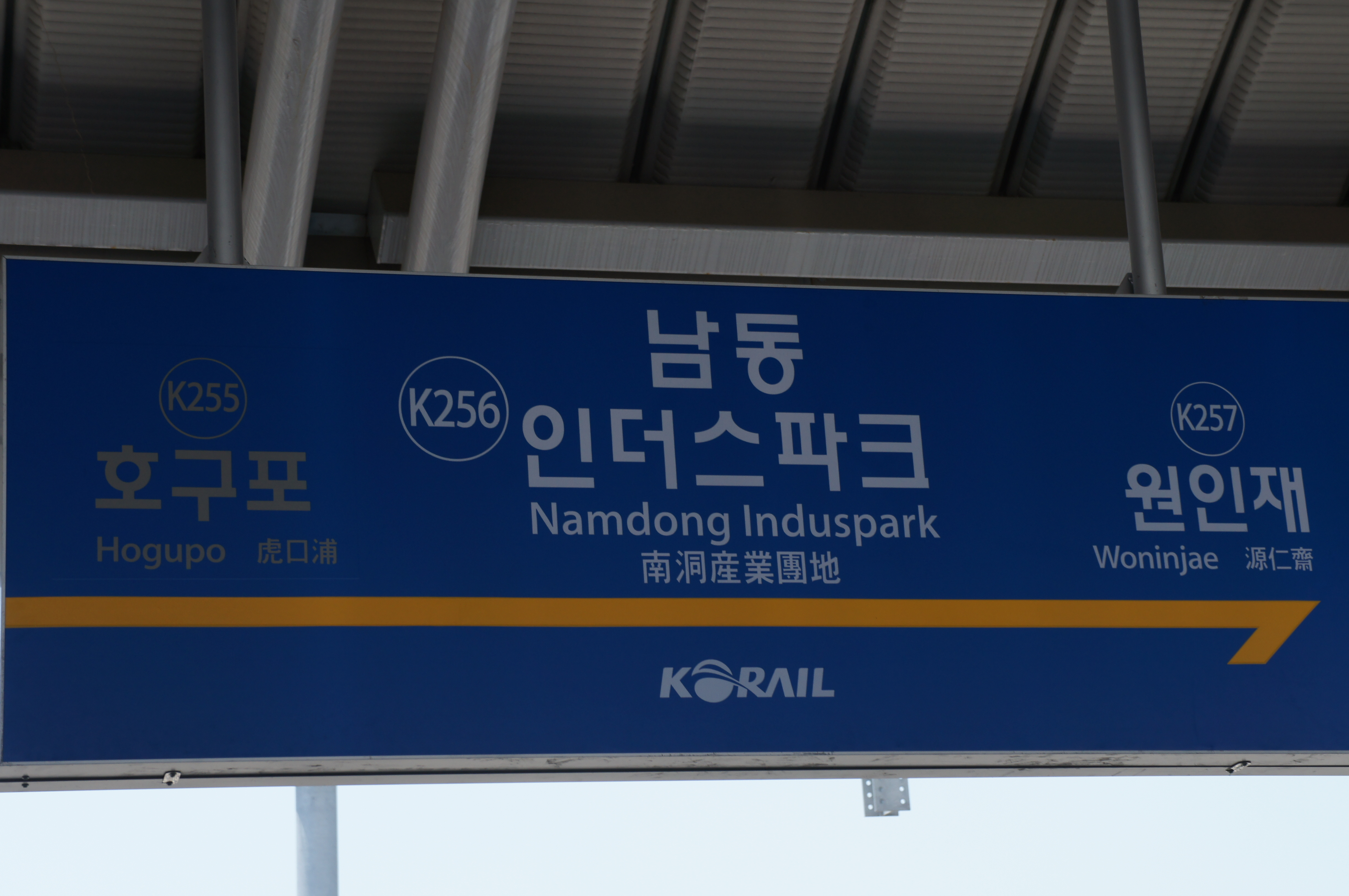
站名牌
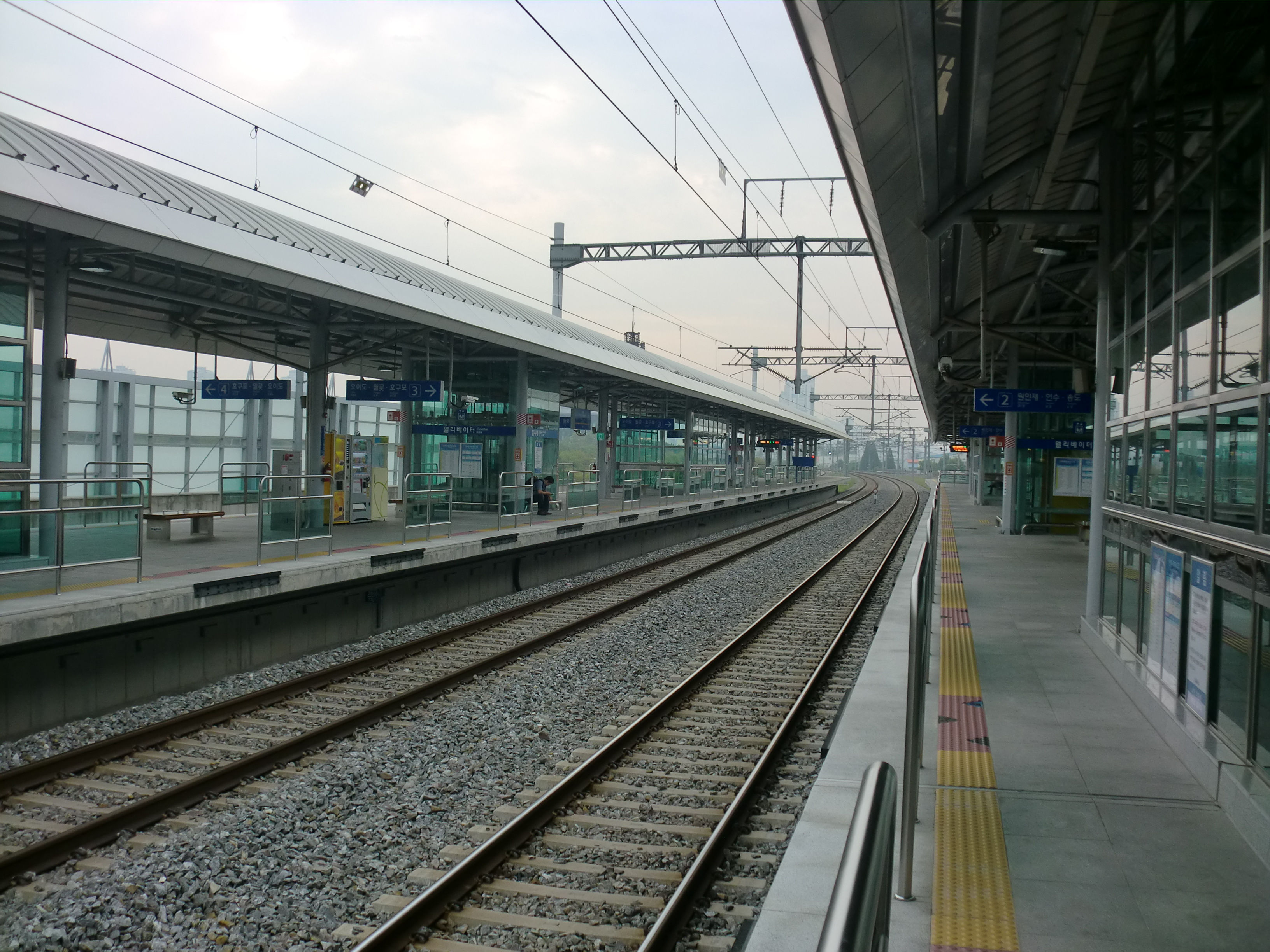
候車月台
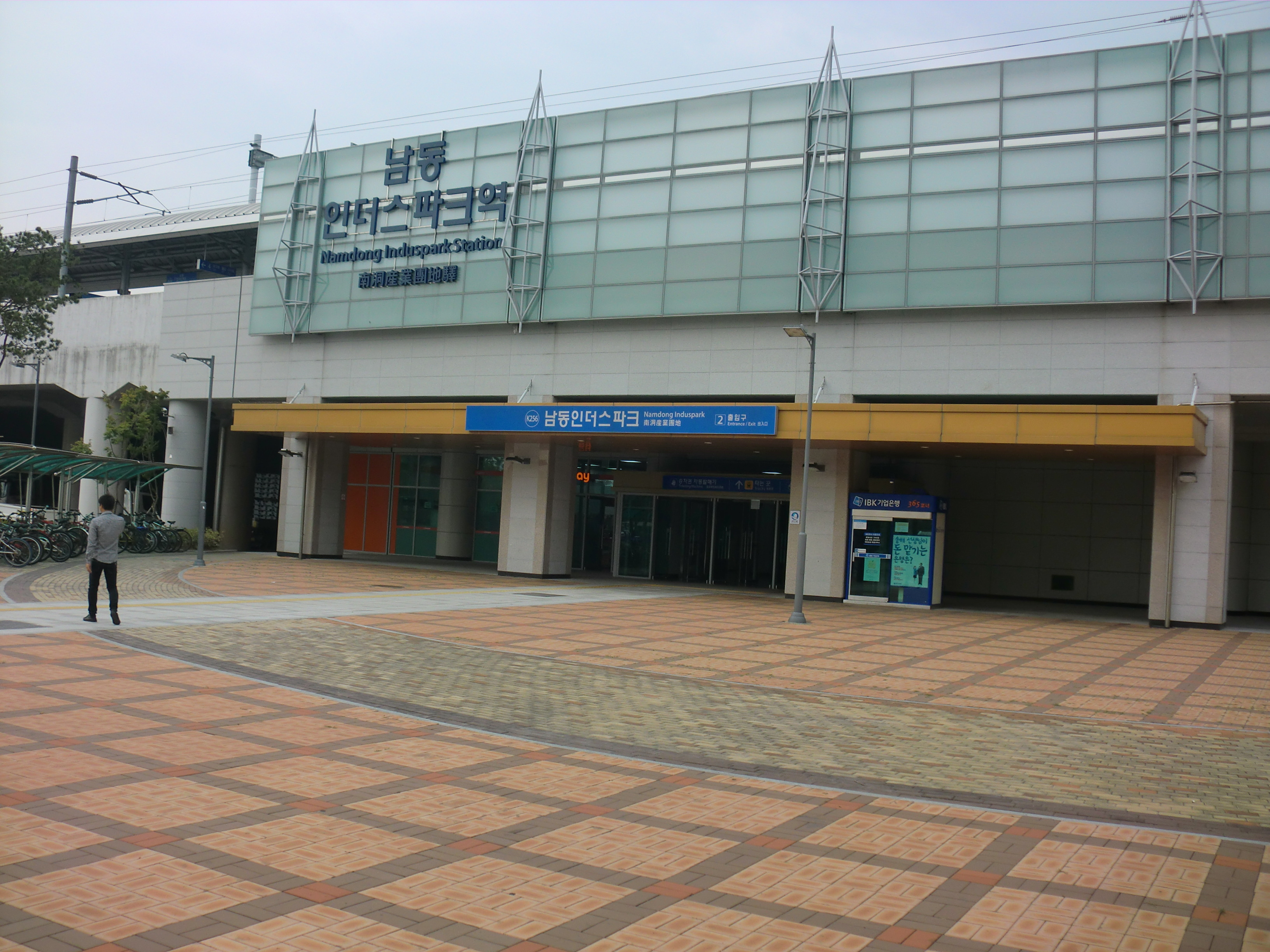
2號出口

## 相鄰車站
韓國鐵道公社
●首都圈電鐵水仁·盆唐線
虎口浦（K263）－南洞產業園地（K264）－源仁齋（K265）